# Cory Redding
Cory Bartholomew Redding (* 15. listopadu 1980 v Houstonu, stát Texas) je bývalý hráč amerického fotbalu, který nastupoval na pozici Defensive enda v National Football League. Univerzitní fotbal hrál za University of Texas at Austin, poté byl vybrán ve třetím kole Draftu NFL 2003 týmem Detroit Lions.

## Vysoká škola a univerzita
Redding navštěvoval North Shore High School a za své fotbalové výkony v posledním ročníku byl listem USA Today jmenován Defenzivním hráčem roku. Kromě toho exceloval v atletice, když se v hodu diskem stal dvakrát texaským šampionem. Univerzitní fotbal hrál za tým Texas Longhorns a během čtyř let absolvoval všechny zápasy. Za své výkony byl dvakrát vybrán do all-stars týmu konference Big 12, zaznamenal 201 tacklů (123 sólových), 21 sacků pro 174 yardů a 53 zastavení pro minus 249 yardů.

## Profesionální kariéra

### Detroit Lions
Cory Redding byl vybrán ve třetím kole Draftu NFL 2003 na 66. místě celkově týmem Detroit Lions. V první sezóně si připisuje devět startů, ale před startem ročníku 2004 se stává startujícím levým Defensive endem a v následujících dvou sezónách zaznamená 71 tacklů (12 asistovaných), 4 sacky, 4 ubráněné body, 1 safety a 2 forced fumbly. V roce 2006 je považován za jednoho z nejlepších vnitřních pash rusherů NFL, protože se posouvá na pozici Defensive tackla a zde zaznamená 8 sacků a 2 forced fumbly. 22. února 2007 na něj Lions uplatňují "franchise tag", 16. června téhož roku obě strany podepisují sedmiletý kontrakt na 49 milionů dolarů (16 milionů garantovaných). To vyvolá pochybnosti, protože se tak Redding stává nejlépe placeným Defensive tacklem v soutěži. 12. prosince 2008 je Redding po zranění kolene a třísel zapsán na seznam zraněných.

### Seattle Seahawks
14. března 2009 ho Detroit vyměňuje za právo volby v pátém kole Draftu NFL 2009 do Seattlu Seahawks a linebackera Juliana Petersona. Jeho úkolem bylo hrát na pozici Defensive enda 1. a 2. downy, Defensive tackla na 3. downy nebo jako pasový blokař navíc.

### Baltimore Ravens
22. března 2010 podepisuje Redding dvouletá kontrakt s Baltimore Ravens . Během těchtou dvou let zde odehraje 30 utkání (22 jako startující hráč), připíše si 85 tacklů (25 asistovaných), 7,5 sacku, 6 ubráněných bodů a 1 interception. 15. ledna 2011 v důležitém utkání proti Pittsburghu Steelers zaznamená první touchdown kariéry, když zužitkuje fumble Bena Roethlisbergera.

### Indianapolis Colts
14. března 2012 podepisuje smlouvu s Indianapolis Colts a stává se jejich startujícím levým Defensive endem ve formaci 3–4. Odehraje zde čtrnáct zápasů (všechny jako startující hráč), ale ve vítězném utkání proti Kansas City Chiefs se zraní a do posledního zápasu a play-off nezasáhne. Svou pozici si udrží i následující rok a zaznamená celkem 35 tacklů (15 asistovaných), 3,5 sacku a jednu zblokovanou přihrávku.

### Arizona Cardinals
Jako volný hráč podepisuje 11. března 2015 smlouvu s Arizona Cardinals.